# Prostřední Poříčí
Prostřední Poříčí település Csehországban, a Blanskói járásban. Prostřední Poříčí Stvolová, Křetín, Horní Poříčí, Kněževes és Študlov településekkel határos. Lakosainak száma 257 fő (2024. január 1.).

## Népesség
A település lakosságának változását az alábbi diagram mutatja:
| Lakosok száma | 438  | 533  | 535  | 404  | 288  | 273  | 280  | 277  | 257  | 257  |
|               | 1869 | 1900 | 1921 | 1961 | 1980 | 2011 | 2016 | 2019 | 2021 | 2024 |